# 36 Pułk Piechoty Obrony Krajowej

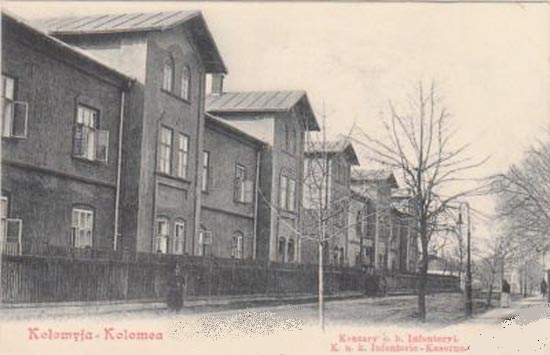
Koszary piechoty w Kołomyi

Pułk Piechoty Obrony Krajowej Kołomyja Nr 36 (LIR Nr 36) – pułk piechoty cesarsko-królewskiej Obrony Krajowej.

## Historia pułku
W 1869 zostały utworzone samodzielne Bataliony Obrony Krajowej Kołomyja Nr 66 i Suczawa Nr 78. 1 maja 1889 Batalion OK Kołomyja Nr 66 został włączony w skład nowo powstałego Pułku Piechoty OK Stanisławów Nr 20, jako IV batalion, natomiast Batalion OK Suczawa Nr 78 w skład Pułku Piechoty Czerniowce Nr 22 również jako IV batalion.
1 października 1898 w Kołomyi został sformowany Pułk Obrony Krajowej Kołomyja Nr 36. W skład pułku został włączony IV batalion Pułku Piechoty OK Stanisławów Nr 20 i IV batalion Pułku Piechoty Czerniowce Nr 22 oraz nowo powstały batalion.
Okręg uzupełnień Kołomyja (niem. Kolomea).
Kolory pułkowe: trawiasty (grasgrün), guziki srebrne z numerem pułku „36”. W lipcu 1914 skład narodowościowy pułku: 70% – Rusini, 21% – Polacy.
W latach 1903–1914 komenda pułku oraz wszystkie bataliony stacjonowały w Kołomyi.
W sierpniu 1914 pułk wchodził w skład 86 Brygady Piechoty OK należącej do 43 Dywizji Piechoty OK (III Korpus).
W czasie I wojny światowej pułk walczył z Rosjanami w grudniu 1914 i pierwszej połowie 1915 w Galicji. Żołnierze pułku są pochowani m.in. na cmentarzach: Cmentarz wojenny nr 77 – Ropica Ruska, Cmentarz wojenny nr 78 – Ropica Ruska, Cmentarz wojenny nr 198 – Błonie, Cmentarz wojenny nr 192 – Lubcza.
11 kwietnia 1917 pułk został przemianowany na Pułk Strzelców Nr 36 (niem. Schützenregiment Nr 36).

## Żołnierze pułku
Komendanci pułku
- płk Werner Freiher von Mandelsloh (1903–1905)
- płk Emil Lischka (1906–1911)
- płk Franz Pfeifer Edler von Lindenrode (1912–1914[2])
- płk Wojciech Dobija (1914)

Oficerowie i podoficerowie
- kpt. Mykoła Marynowycz
- por. rez. Wiktor Hausman
- ppor. rez. Marian Garbiak
- ppor. rez. Adam Kubisztal
- ppor. rez. Paweł Rosa
- ppor. nieakt. Franciszek Wojakowski
- chor. rez. Julian Buchcik
- chor. Michał Piwoszczuk
- chor. rez. Rafał Urzędowski